# Olivier Leborgne

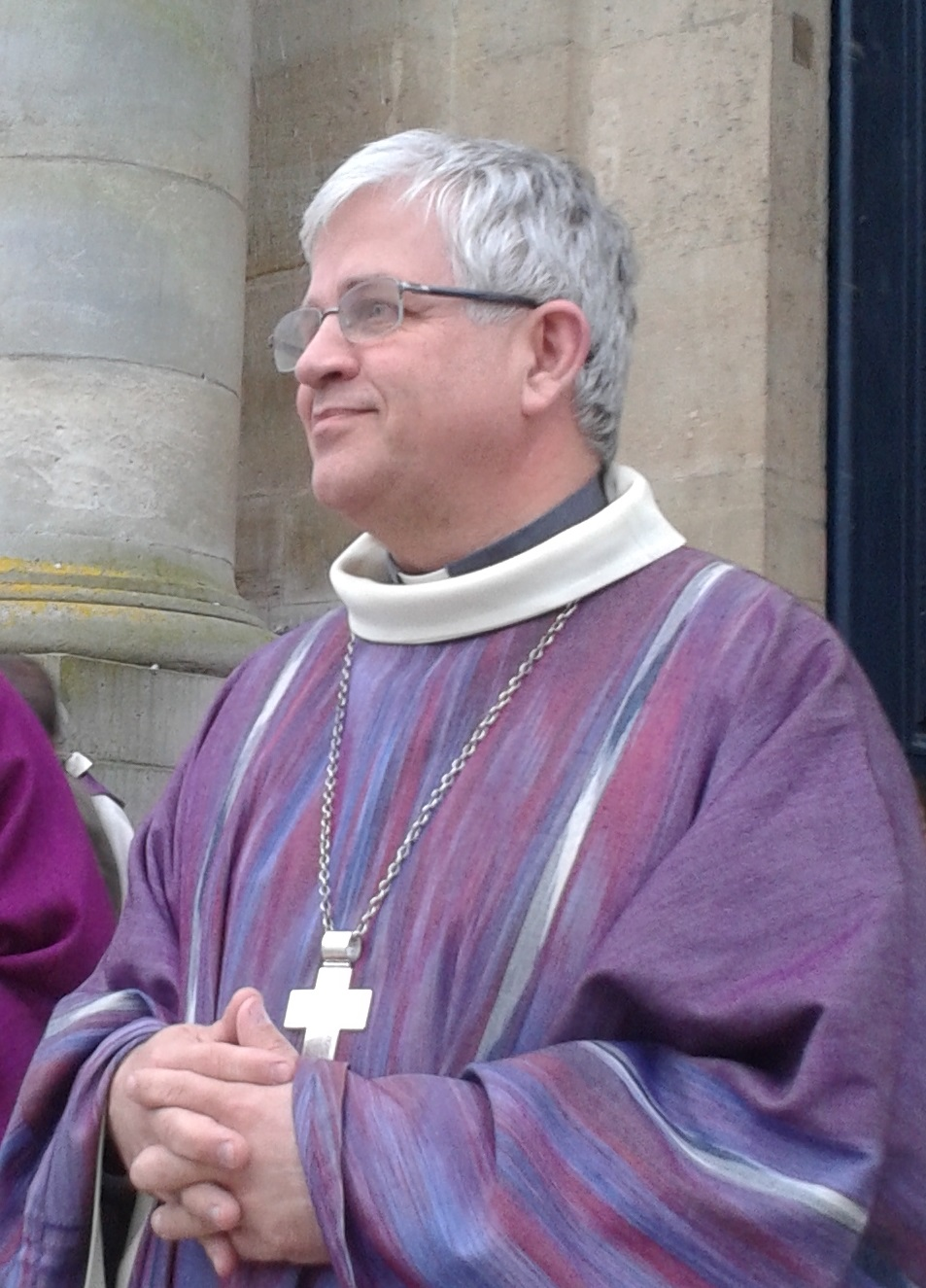
Mgr Leborgne

Olivier Claude Philippe Marie Leborgne (* 13. November 1963 in Nantes, Département Loire-Atlantique) ist ein französischer Geistlicher und römisch-katholischer Bischof von Arras.

## Leben
Olivier Leborgne empfing am 29. Juni 1991 das Sakrament der Priesterweihe für das Bistum Versailles. Am Institut Catholique de Paris erwarb er ein Lizenziat in Theologie. Von 1992 bis 1997 war er als Schulkaplan tätig. Von 1996 bis 1998 war er Diözesanjugendseelsorger und anschließend bis 2003 Pfarrer in Versailles. Im Jahr 2003 wurde er zum Bischofsvikar für Bildungsfragen und 2004 zum Generalvikar ernannt. 2010 wurde Leborgne zudem Generalsekretär der Diözesansynode im Bistum Versailles. Papst Benedikt XVI. verlieh ihm im November 2012 den Titel Ehrenprälat Seiner Heiligkeit.
Am 20. Februar 2014 ernannte ihn Papst Franziskus zum Bischof von Amiens. Die Bischofsweihe spendete ihm am 6. April desselben Jahres Thierry Jordan, Erzbischof von Reims. Mitkonsekratoren waren sein Vorgänger Jean-Luc Bouilleret, inzwischen Erzbischof von Besançon, sowie Éric Aumonier, Bischof von Versailles. In der Französischen Bischofskonferenz ist Leborgne Präsident der bischöflichen Kommission für Katechese. Im April 2018 erklärte er, dass Gott sich „in einer Gesellschaft, die es nicht mehr versteht, die geistige Dimension des Menschen zu achten“, durch die Katechumene zu den Menschen einlade.
Im April 2019 wählte die Französische Bischofskonferenz Leborgne zu einem ihrer zwei Vizepräsidenten.
Am 4. September 2020 ernannte ihn Papst Franziskus zum Bischof von Arras. Die Amtseinführung erfolgte am 25. Oktober desselben Jahres.
Am Heiligen Abend, dem 24. Dezember 2021, feierte Leborgne einen Weihnachtsgottesdienst mit Migranten aus dem Flüchtlingslager von Calais auf einem Parkplatz in der Nähe des Lagers. Der Bischof erklärte, er habe mehrfach Gespräche mit Verantwortlichen geführt, um die Situation der Migranten dort zu verbessern, die versuchen, durch den Ärmelkanal nach England zu gelangen; er wolle bei den Menschen sein, die in einer solch prekären Situation leben müssten und deren Würde unbedingt zu achten sei.